# Gypsophila imbricata
Gypsophila imbricata är en nejlikväxtart som beskrevs av Franz Josef Ivanovich Ruprecht. Gypsophila imbricata ingår i släktet slöjor, och familjen nejlikväxter. Inga underarter finns listade i Catalogue of Life.